# Lubbock
Lubbock és una ciutat ubicada al Comtat de Lubbock a Texas, Estats Units d'Amèrica, de 212.169 habitants segons el cens de l'any 2006 i amb una densitat de 704,7 per km². Lubbock és la 87a ciutat més poblada del país. Es troba a uns 800 quilòmetres per carretera de la capital de l'estat, Austin. L'actual alcalde és Tom Martin.